# 本間重氏
本間 重氏（ほんま しげうじ、生年不明 - 建武3年/延元元年（1336年））は、日本の鎌倉時代から南北朝時代にかけての武将。通称は孫四郎。本間資氏とも。
本間氏は武蔵七党横山党海老名氏の流れを汲む。
元弘元年（1331年）の元弘の乱では、当初重氏は鎌倉幕府に従属していたが後に離反し足利尊氏を経て新田義貞に従う。元弘3年（1333年）の義貞による鎌倉攻略に参陣した。建武の新政後は南朝方として、建武3年/延元元年（1336年）の湊川の戦い、後醍醐天皇の比叡山遷幸に従軍するなど各地を転戦する。同年、北国へ向かう義貞には従わず北朝方に降伏するも、京六条河原で斬首された。
『太平記』によると、湊川の戦いの折、義貞が摂津和田岬一帯に布陣した際、沖に尊氏の軍船が現れ対陣した。この時、弓の名手である重氏が和田岬の波打ち際から、沖の船に向かって遠矢を放ち命中させ両軍の喝采を浴びたという。このことから周辺の地は「遠矢」や「遠矢浜」と呼ばれるようになり、和田岬小学校校内には「本間重氏遠射之跡」を記した碑が建てられている。